# Geotrychoza
Geotrychoza – dość rzadko występująca grzybica wywoływana przez Geotrichum candidum.

## Etiologia

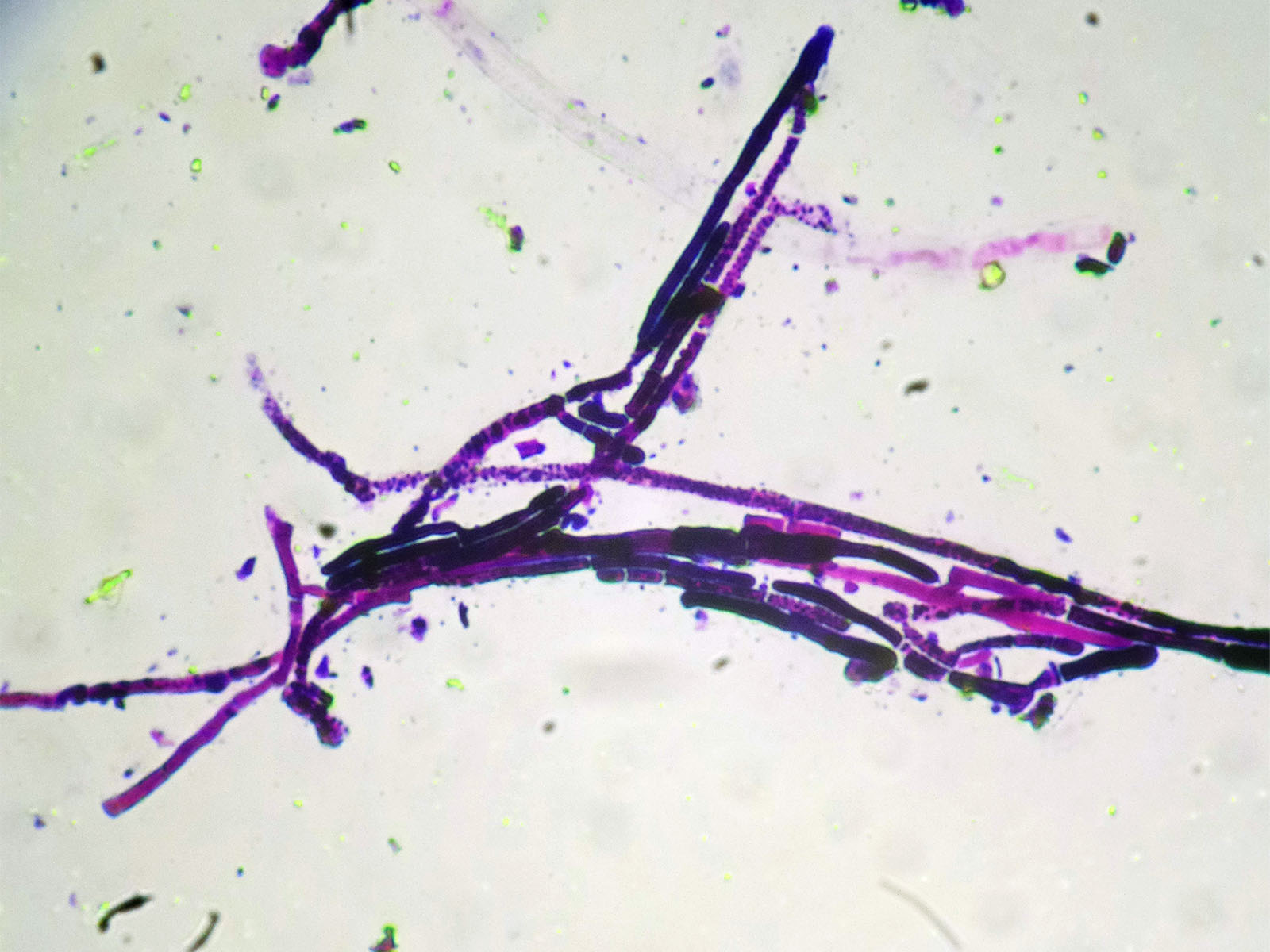
Geotrichum candidum.

Geotrichum candidum występuje jako saprofit w jamie ustnej i przewodzie pokarmowym, wykrywany jest także m.in. w produktach mlecznych i w ziemi. Grzyb może, zwykle w stanach obniżonej odporności, powodować zapalenia jamy ustnej, oraz endogenne zakażenia przewodu pokarmowego, dróg oddechowych, gałki ocznej, narządów płciowych a także grzybice uogólnione.

## Objawy
Postaci narządowe przebiegiem przypominają kandydozę.
Geotrychozę uogólnioną, poza stanami podgorączkowymi i osłabieniem, mogą cechować objawy dyspeptyczne (nudności, biegunka, bóle brzucha), w przypadku zajęcia układu oddechowego kaszel z obecnością obfitej, czasem podbarwionej krwią, plwociny. Notowano także zapalenia opon mózgowo-rdzeniowych.

## Diagnostyka
Diagnostyka polega na wykryciu obecności grzyba w pobranym materiale biologicznym (kał, plwocina, płyn mózgowo-rdzeniowy).

## Leczenie
Leczenie opiera się na podawaniu leków przeciwgrzybiczych (zakres działania obejmujący Geotrichum posiada m.in. nystatyna, natamycyna i amfoterycyna B).